# Château de Thaon
Le château de Thaon est un château situé sur la commune de Thaon dans le département du Calvados.

## Historique
Le monument fait l’objet d’une inscription au titre des monuments historiques depuis le 27 juillet 1978.
Le parc du château a, lui, fait l'objet d'un pré-inventaire (jardins remarquables ; documentation préalable).